# Bill Shankly
William "Bill" Shankly, OBE (Glenbuck, 1913. szeptember 2. – Liverpool, 1981. szeptember 29.) a Liverpool FC legendás vezetőedzője 1959 és 1974 között, egyben egyike a legsikeresebb és legelismertebb brit labdarúgó menedzsereknek.

| „              | Vannak, akik azt hiszik, a futball olyannyira fontos, hogy úgyszólván élet-halál kérdése. Mindig elszomorít, ha ilyen véleményt hallok. Biztosíthatok mindenkit: a futball sokkal, de sokkal fontosabb. | ” |
| – Bill Shankly | |   |

## Háttér
Shankly Skóciában, East Ayshire-ben, egy Glenbuck nevű bányafaluban született, a család tizedik gyermekeként. Egyike volt annak az öt fiúgyermeknek, akik később profi szinten foglalkoztak a labdarúgással. Bátyja, Bob szintén sikeres edző volt, 1962-ben győzelemre vezette a Dundee United gárdáját a Skót Kupában. Szigorú neveltetésben részesültek.
A labdarúgás, legyen az akár egy kis vasárnap délutáni foci, vagy heti profi edzés; kezdetben számukra csupán a tárnáktól való távolmaradást jelentette. Az öt Shankly-testvér tagja volt a helyi Glenbuck Cherrypickers csapatának, mely arról vált híressé, hogy a 19. század utolsó és a 20. század első pár évtizede között, 49 profi labdarúgót „képzett ki” a piciny falu lakói közül. Bill, a legfiatalabb fiú azonban soha nem tudta magát beverekedni a csapat kezdő tizenegyébe. Testvérei közül Alec az Ayr United-ben és a Clyde-ban, Jimmy több klubban köztük a Sheffield United-ban és a Southend United-ban, John Lutonban és a Blackpoolban játszott, nagybátyja pedig a Preston North End valamint a Portsmouth játékosa volt, mielőtt utóbbi csapatnál edzői munkát vállalt.

## Pályafutása

### Játékosként
Bill Shankly a skót junior bajnokságban kezdte meg pályafutását, a mára már megszűnt Cronberry Eglinton és Glenbuck Cherrypickers csapataiban. 1932 júliusában felkeltette a Carlisle United egyik játékosügynökének érdeklődését, majd aláírt a csapathoz. 1932. december 31-én debütált, a Rochdale ellen. 1933 júliusában, mindössze 16 Carlisleban lejátszott mérkőzés után a Preston North End-be szerződött. Kulcsszerepet játszott a csapat első osztályba való felkerülésében, illetve a két, csapata által játszott FA-Kupa döntőben, melyek közül az elsőt, 1937-ben a Sunderland ellen még elvesztették, a következő évben, a Huddersfield Town ellen azonban már diadalmaskodtak.
A skót válogatottban 1938 áprilisában, egy Anglia elleni 1-0-s győzelem alkalmával mutatkozott be. További négyszer játszott hazája nemzeti tizenegyében, valamint másik hét alkalommal játszott háború alatti nemzetközi mérkőzéseken. Felfelé ívelő és reményekkel teli pályafutását azonban -oly sok társához hasonlóan- félbeszakította a második világháború. A világégés alatt számtalan csapatban játszott, köztük a Northampton Town-ban, a Liverpoolban, az Arsenalban, a Cardiff City-ben, a Boltonban, a Luton Town-ban, a Patrick Thistle-ben, a King's Parkban valamint hozzájárult akkori csapata, a Preston 1941-es, háború alatti FA-Kupa győzelméhez. Az 1946-47-es szezonban, a profi liga újraszervezésekor Shankley visszatért a Prestonhoz, de 33 évesen, játékosi pályafutásának végéhez közeledett. A második világháború karrierjének legjobb éveit vette el tőle.

### Edzői pályafutása

#### Carlisle United
Shankly 1949 márciusában fejezte be pályafutását, mint labdarúgó, de még ugyanebben a hónapban elfoglalta a Carlisle United edzői székét, azon klubét ahol profi játékos-pályafutását kezdte. Középszerű teljesítményt nyújtott a csapattal, és végül a klubvezetők pénzügyi elkötelezettségének hiányára hivatkozva hagyta el a klubot. Ez a probléma az 1950-es években a legtöbb észak-angliai klubot sújtotta.

#### Grimsby Town és Workington
Miután megbukott a liverpooli állásinterjún, Shankly előbb a Grimsby Town edzője lett 1951-ben, majd 1953-ban a Workingtonhoz szerződött.